# Пха Таем
Національний парк Пха Таем (Thai:อุทยานแห่งชาติผาแต้ม) природно-заповідна територія у провінції Убон Рачатані, Ісаан, Таїланд. Відомий діптерокарповим лісом, наскельними малюнками понад річкою Меконг, грибоподібними каменями.

## Історія
Наскельні малюнки створені близько 3,000 років тому. В експозиції 4 групи малюнків.

### Галерея

Русло струмка у Пха Таем
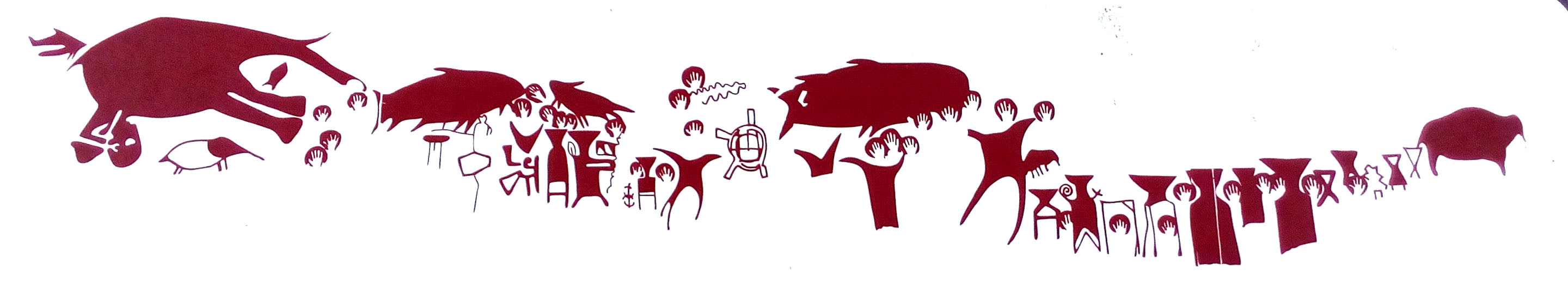
Наскельні малюнки Пха Таем. Група №2. Слон, черепахи, гігантські соми, люди із засобами для ловіння риби
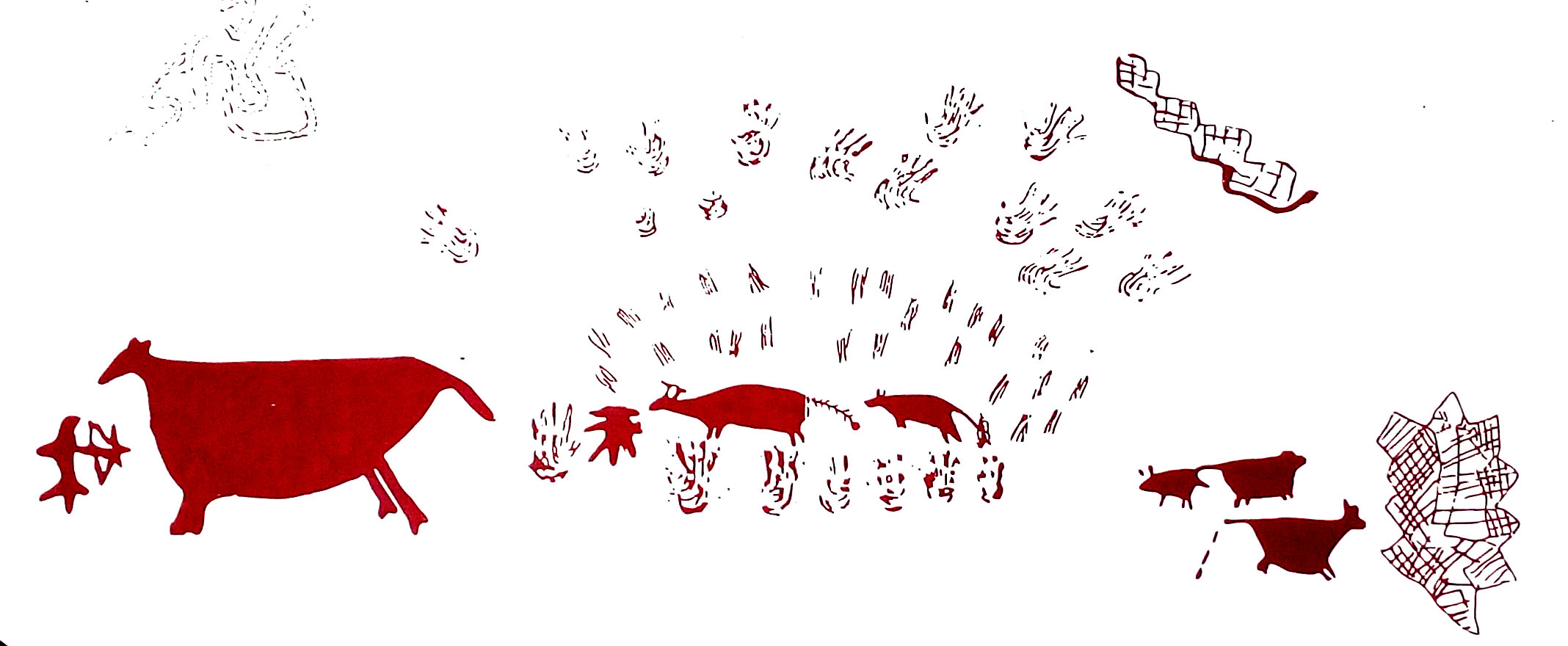
Група №3. Полювання. Геометричні фігури ймовірно - рисові поля.
Група №4. Наскельні малюнки з людьми.
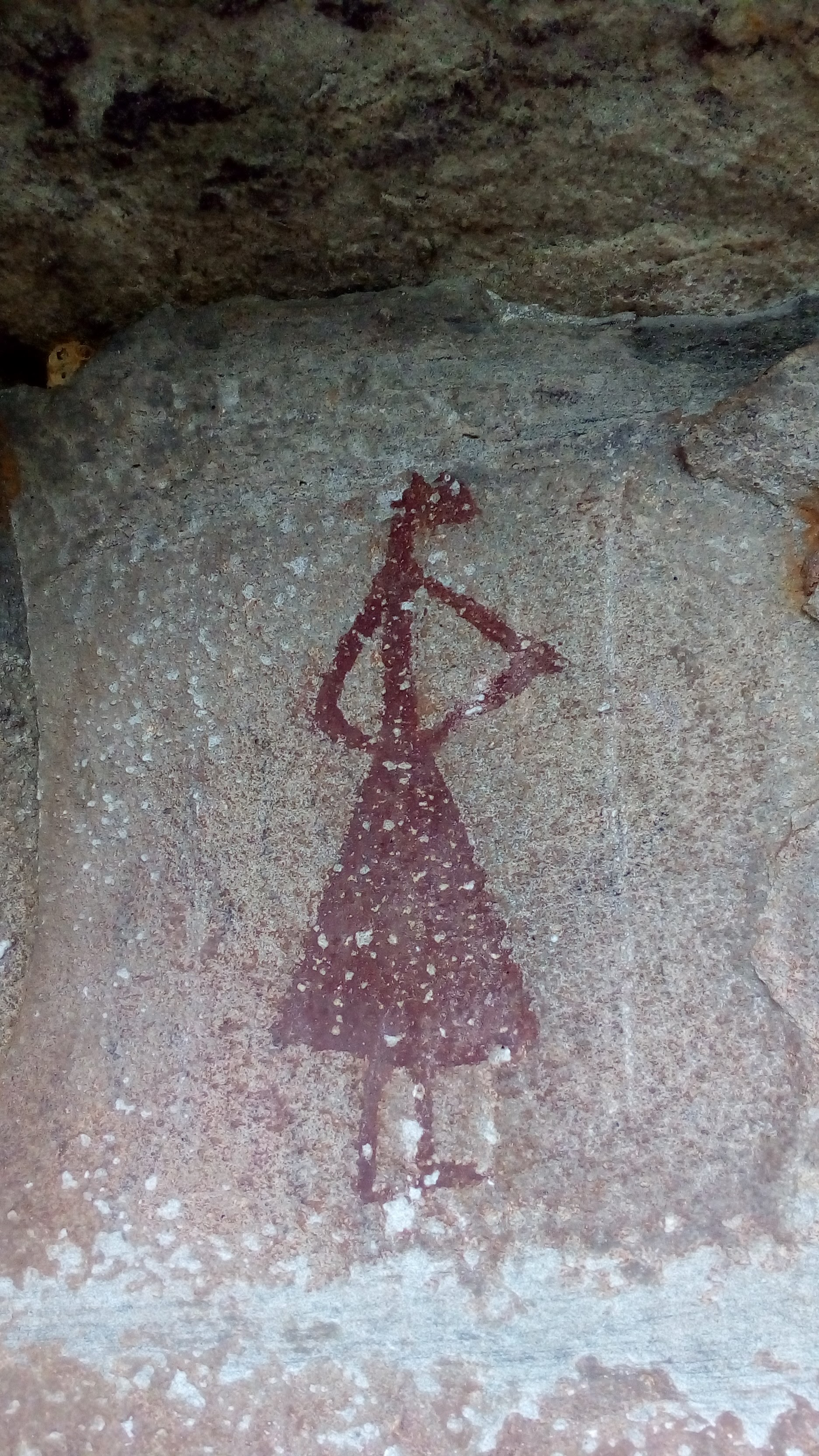
Людина у спідниці. Оскільки немає грудей - неможливо визначити чи це жінка чи чоловік
Фото малюнків з групи №2

## Природа
Діптерокарповий ліс складається з Shorea obtusa, Shorea siamensis, та Dipterocarpus obtusifollus. З тварин зустрічаються сіамський заєць, гавкаючий олень, білки, козероги та дикі свині.